# Falisker
Faliskerna var italiker som levde i nutida södra Toscana och norra Latium. Deras språk, faliskiska, ligger nära latinet. Deras huvudsäte var Falerii, nära dagens Civita Castellana med ett omland som förmodligen sträckte sig ner till Capena. Faliskerna levde nära etruskerna, men lyckades trots detta bevara spår av sitt italiska ursprung. Detta visar sig i deras språk och i kulturella seder såsom exempelvis deras dyrkan av gudarna Juno Quiritis, Feronia och Soranus.
Faliskerna var ofta allierade med etruskerna och lyckades under lång tid göra motstånd mot Romarriket. De besegrades 396 f.Kr under en period då de var allierade med staden Veii. När staden Tarquinia senare gjorde uppror valde faliskerna att även de ta till vapen mot Rom. De blev besegrade en andra gång 351 f.Kr. Faliskerna nyttjade även de första puniska krigen för att utropa sig självständiga. Denna revolt fick ett blodigt slut 241 f.Kr. när Falerii förstördes och 15 000 falisker dödades. Överlevande flyttades till Falerii Novi, som var svårare att försvara.